# アガマ亜科
アガマ亜科（アガマあか、学名：Agaminae）は、爬虫綱有鱗目アガマ科に属するトカゲの分類群（タクソン）。下位分類は、9ないし10属、140種前後が知られている。

## 分布
ユーラシア大陸とアフリカ大陸の乾燥帯（ステップ気候）および半乾燥環境に棲息する。

## 下位分類
分類・和名は中井(2024)を参考。
- Genus Acanthocercus [注 1] –（和名）セウネアガマ属 (キノボリアガマ属)
  - 分布：アフリカとアラビア半島。備考：15種。
- Genus Agama –（和名）アガマ属
  - 分布：サブサハラアフリカ。備考：ニジトカゲ（学名：A. agama）など、46種で構成される。
- Genus Bufoniceps –（和名）インドガマトカゲ属
  - 分布：ラジャスタン（インド）、チベット。備考：インドガマトカゲ1種のみ。
- Genus Laudakia –（英名）Asian rock agamas –（和名）イワアガマ属（アジアイワアガマ属）
  - 分布：アジア。備考：13種。かつては23種を数えたが、再分類された。
- Genus Paralaudakia [注 2] –（和名）ニシアジアイワアガマ属 (ニセイワアガマ属)
  - 分布：ユーラシア。備考：Laudakia属の同属とする説もある。8種。
- Genus Phrynocephalus –（英名）toadhead agamas –（和名）ガマトカゲ属
  - 分布：アジアと東ヨーロッパ。備考：オオクチガマトカゲなど、33ないし34の種で構成される。
- Genus Pseudotrapelus [注 3] –（和名）ニセサバクアガマ属 (アレチアガマ属)
  - 分布：アジアとアフリカ。備考：6種。
- Genus Trapelus –（和名）サバクアガマ属 (ステップアガマ属)
  - 分布：中東。備考：13種。
- Genus Xenagama –（和名）カワリアガマ属（クセナガマ属）
  - 分布：エチオピア、ソマリア。備考：4種。

## ギャラリー

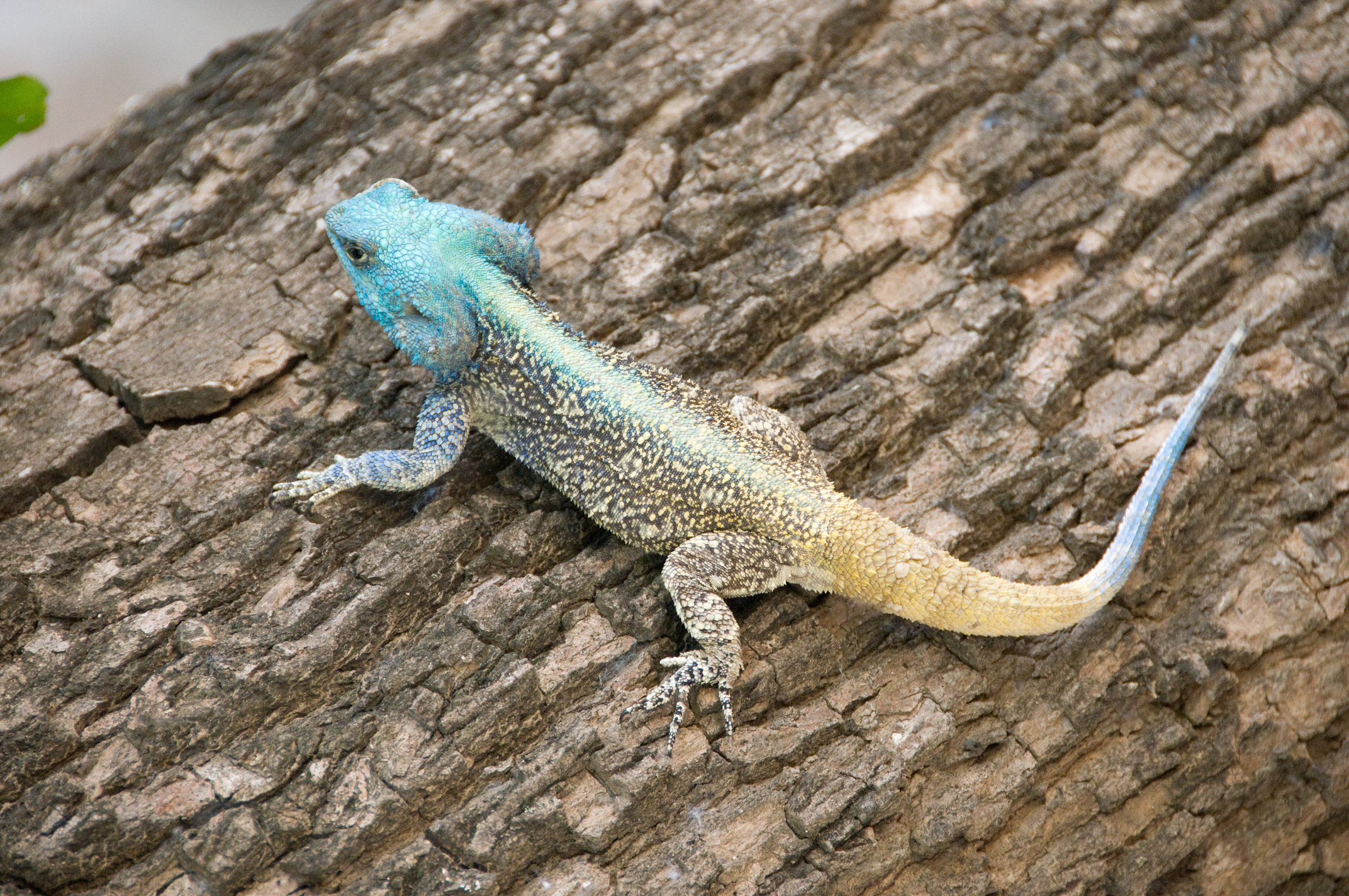
Acanthocercus atricollis (Southern Tree Agama) ／キノボリセウネアガマ
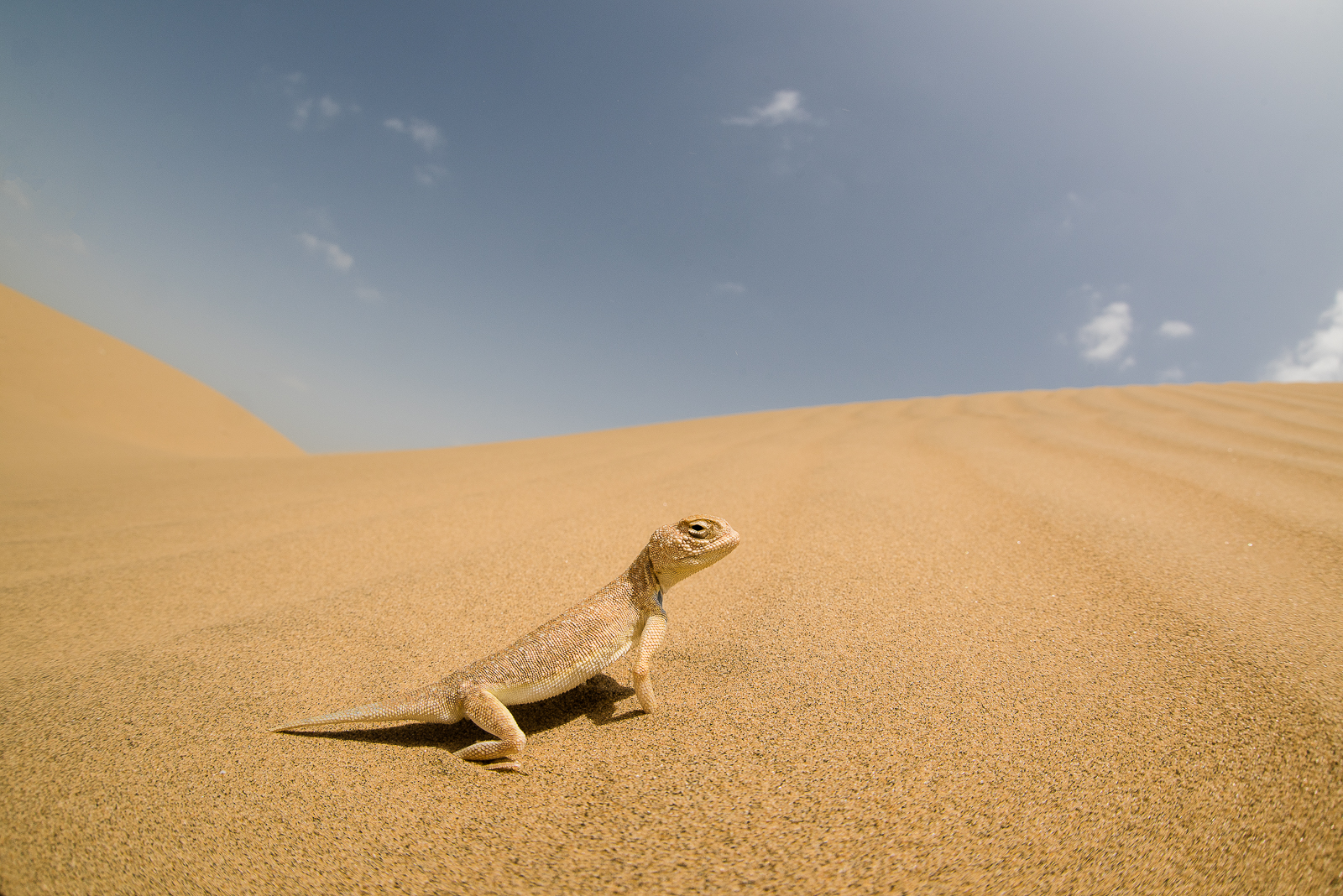
ラングワーラガマトカゲ（英語版）／インドガマトカゲ属の1種。タール砂漠にて。
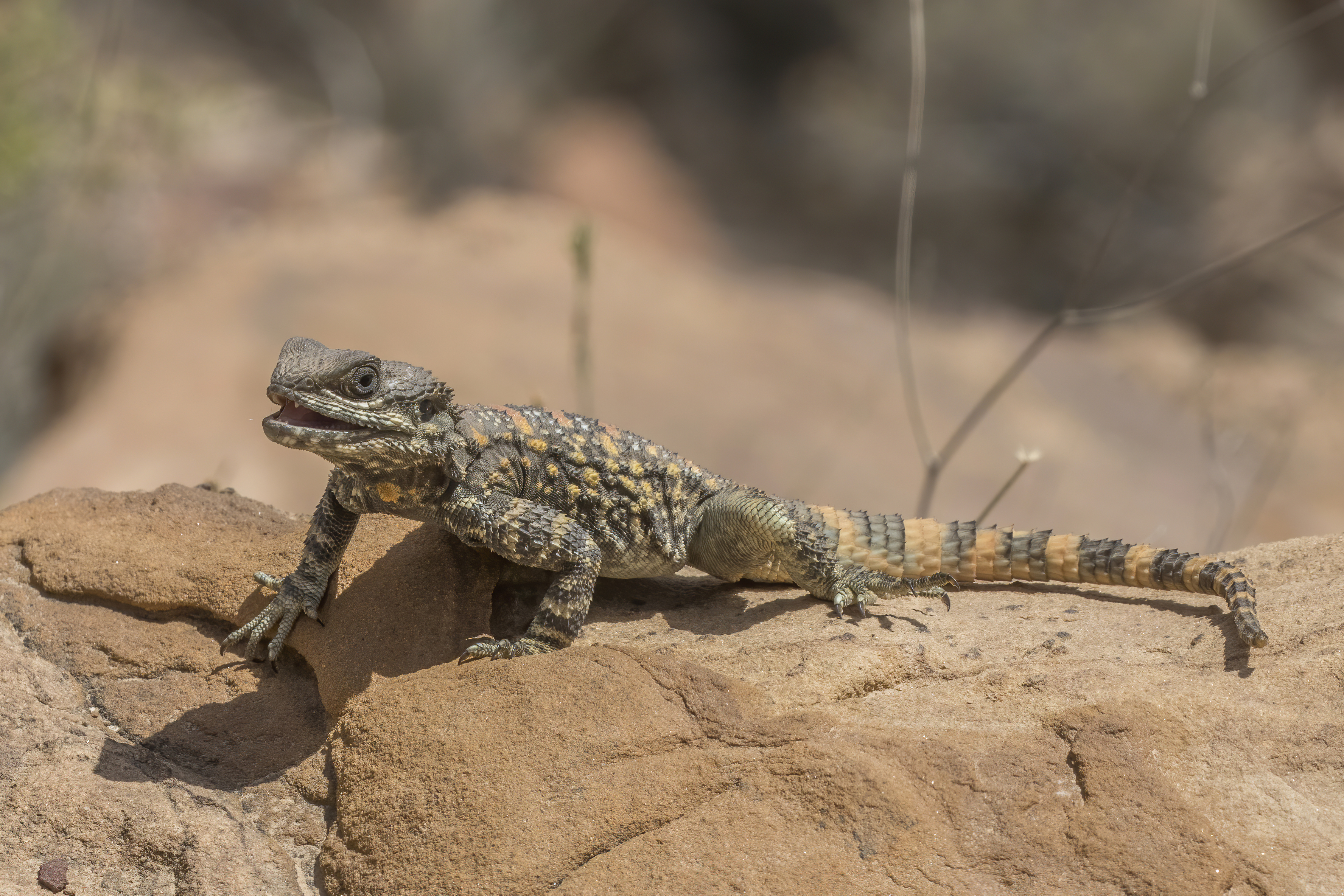
Laudakia vulgaris brachydactyla (Roughtail rock agama) ／イロヌリステリオアガマ。ヨルダンのダナ自然保護区（英語版）にて。
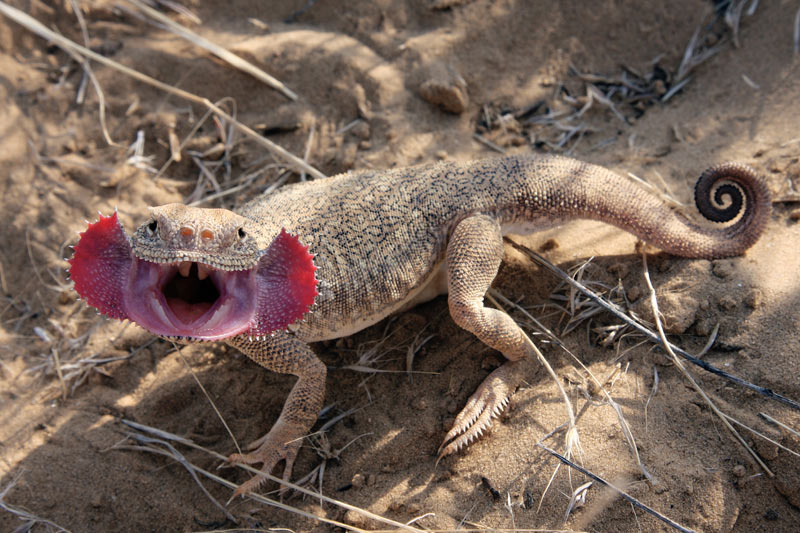
オオクチガマトカゲ／ガマトカゲ属の1種。ロシア連邦アストラハン州にて。
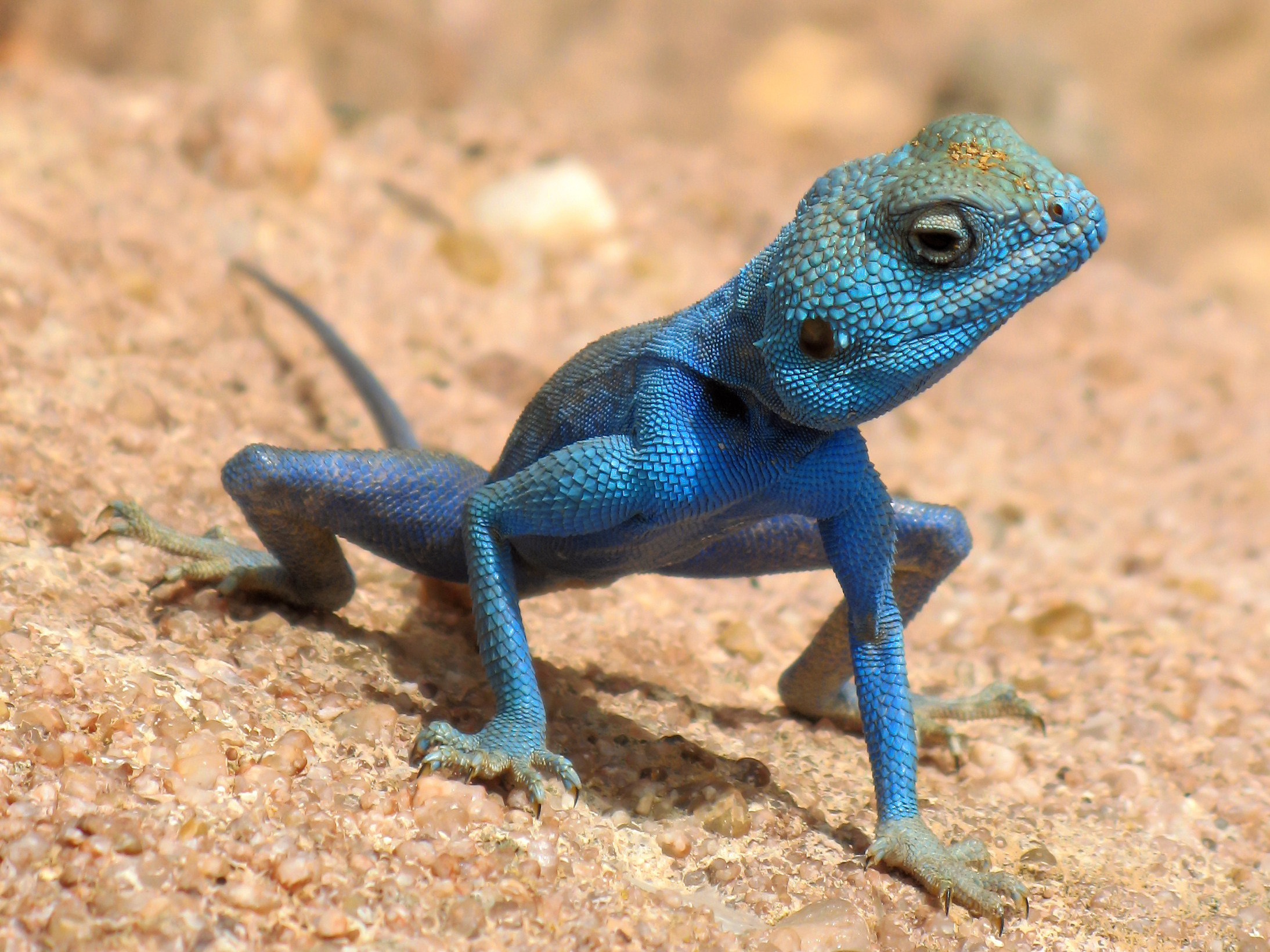
シナイアガマ（英語版）の雄／アレチアガマ属の1種。ヨルダン国内の紅海沿岸にある砂漠にて。
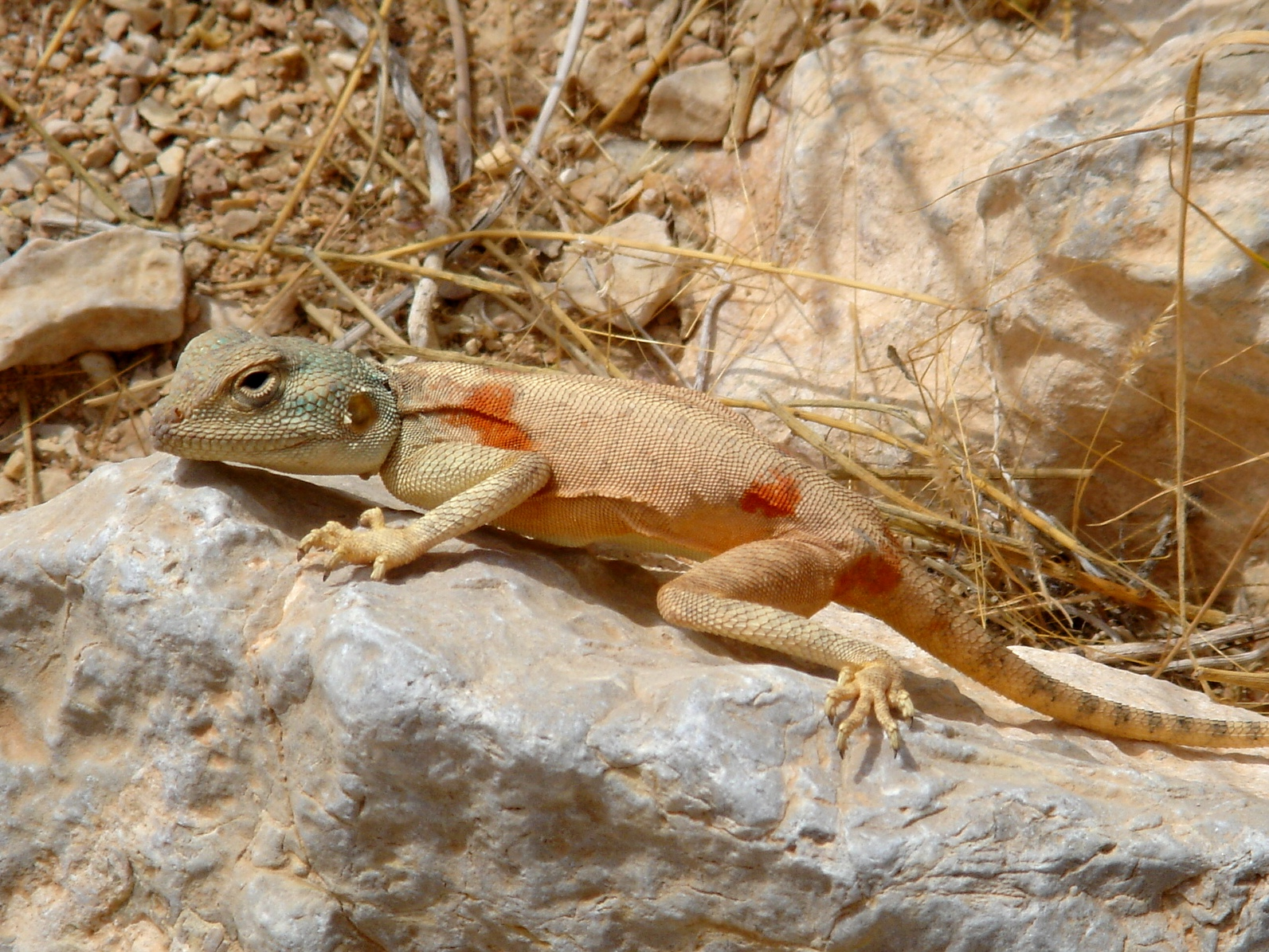
シナイアガマの雌。イスラエルのペレス川にて。
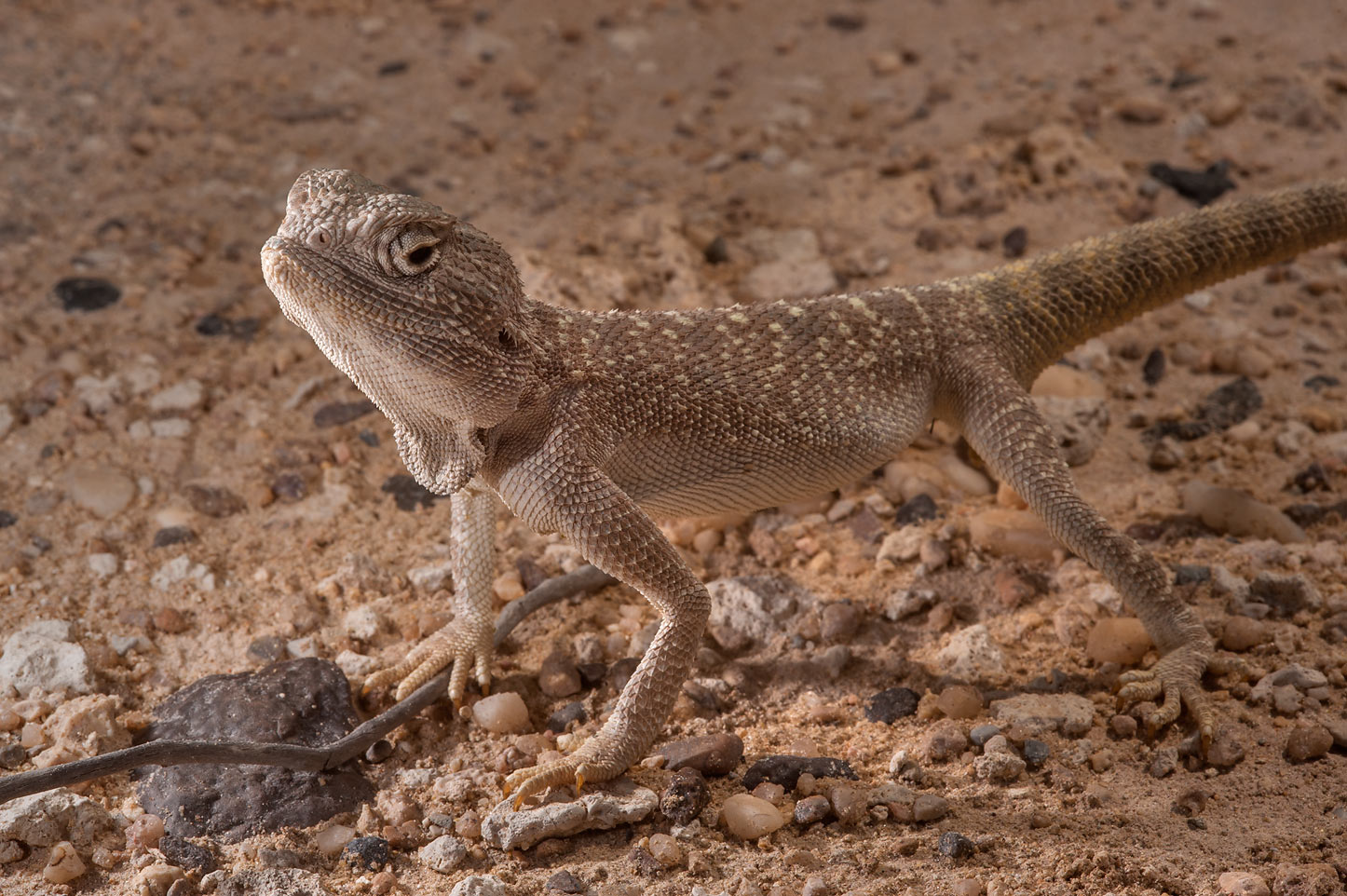
Trapelus flavimaculatus (Yellow spotted agama ／シラホシサバクアガマ。カタールにて。